# ミーゴス
ミーゴス（Migos、[ˈmiːɡoʊs]）は、アメリカ合衆国のヒップホップトリオ、ラップグループ。メンバーはクエイヴォ（Quavo）、オフセット（Offset）、テイクオフ（Takeoff）のラッパー3人である。
2008年にジョージア州ローレンスヴィルで結成され、2013年のミックステープ『Y.R.N. (Young Rich Niggas)』とデビューシングル「Versace」で広く知られるようになる。2015年にデビュー・アルバム『Yung Rich Nation』をリリース。2017年の2作目のアルバム『Culture』はBillboard 200で初登場首位を獲得、楽曲「Bad and Boujee」が全米1位を記録するなどヒットした。2018年に3作目のアルバム『Culture II』を発表し、Billboard 200で首位を獲得する。

## 来歴

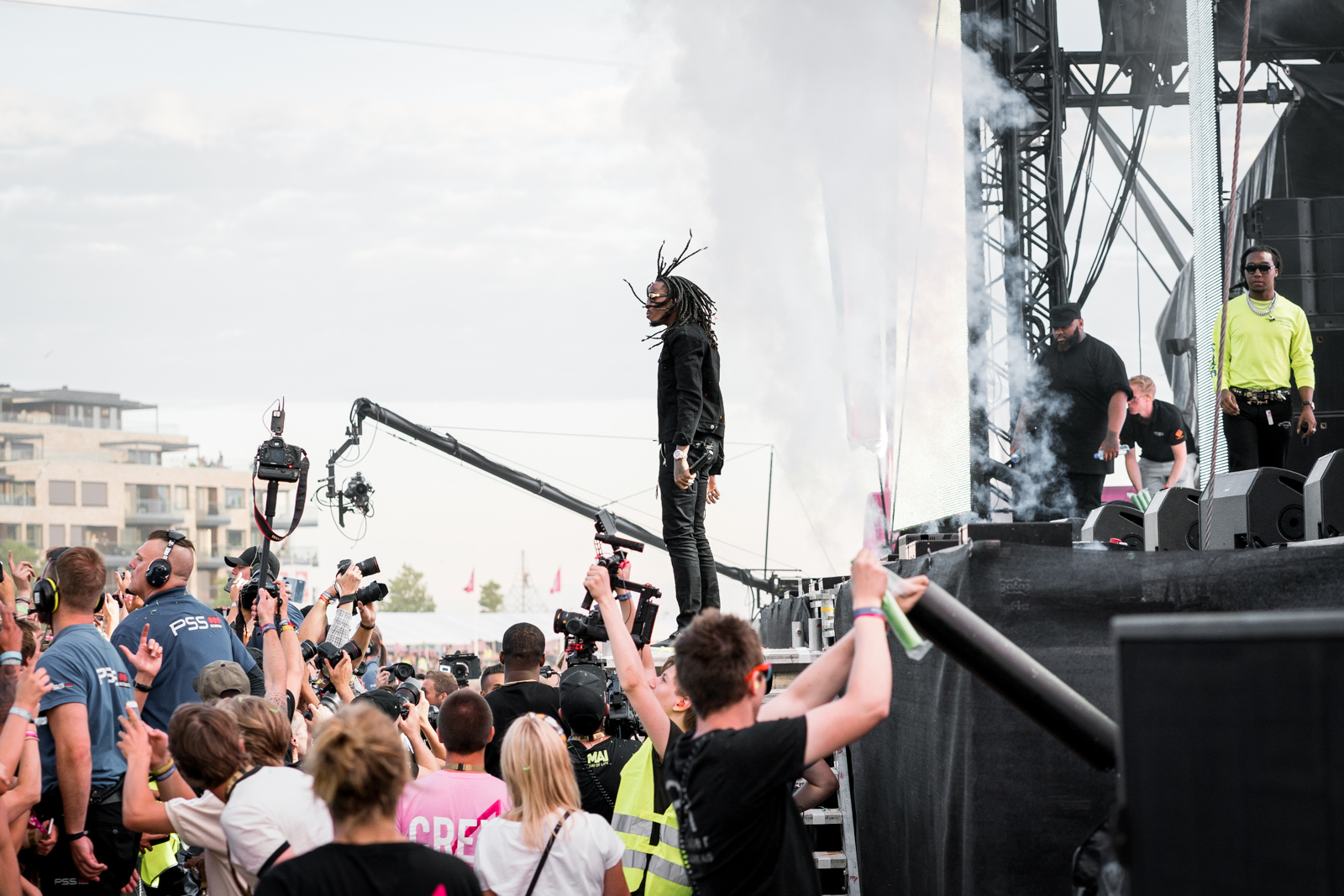
Palmesusに出演するMigos（2017年）

ミーゴスは2008年にジョージア州ローレンスヴィルで結成され、元々はPolo Clubと名乗っていた。メンバー3人は血縁関係にあり、Quavo（クエイヴォ）はTakeoff（テイクオフ）の叔父、Offset（オフセット）はQuavoのいとこである。3人はアトランタ郊外、グウィネット郡のダウンタウンから北東へ約40分のところでQuavoの母親に一緒に育てられた。
2011年8月25日、初のフルレングス・ミックステープ『Juug Season』をリリース。2012年6月1日にはミックステープ『No Label』をリリースした。
2013年、Migosはデビュー・シングル「Versace」をリリースする。カナダ人ラッパーのドレイクが同曲のリミックスに参加、iHeartRadio Music Festivalでパフォーマンスを行ったことで知名度が上がる。6月13日、Migosはミックステープ「Y.R.N. (Young Rich Niggas)」をリリースし、絶賛を浴びた。「Versace」は多くの音楽メディアの年間ベストリストに選出され、XXLは3位、Complexは4位、SPINは5位に選んだ。
2014年2月25日、ミックステープ『No Label 2』をリリースする。6月、Migosがアトランティック・レコーズの300エンターテインメントと契約を結んだことが明らかになった。11月5日、ミックステープ『Rich Nigga Timeline』をリリースする。
2015年7月31日、デビュー・アルバム『Yung Rich Nation』がリリースされる。アルバムは米Billboard 200で最高17位を記録した。9月、Migosは300エンターテインメントを離れ独立し、クオリティー・コントロールが単独でマネジメントを行なうことになる。9月17日、ミックステープ『Back to the Bando』をリリースする。
2016年10月28日、ニューアルバムからの先行シングル「Bad and Boujee」をリリースする。この曲は米Billboard Hot 100で首位を獲得し、Migosにおとって初の全米ナンバーワン・シングルとなった。
2017年1月27日、2作目のアルバム『Culture』がリリースされ、全米1位を記録する。 
2018年1月26日、3作目のアルバム『Culture II』がリリースされ、全米1位を記録する。アルバムからは楽曲「MotorSport」「Stir Fry」「Walk It Talk It」などがヒットした。
2021年6月『Culture』三部作のラストとなる『Culture III』がリリースされた。
2022年11月1日、メンバーの一人であったTakeoffとクエイヴォがサイコロゲームをしていた際にTakeoffが何者かの銃撃により死亡した。クエイヴォに怪我はなかった。

## メンバー

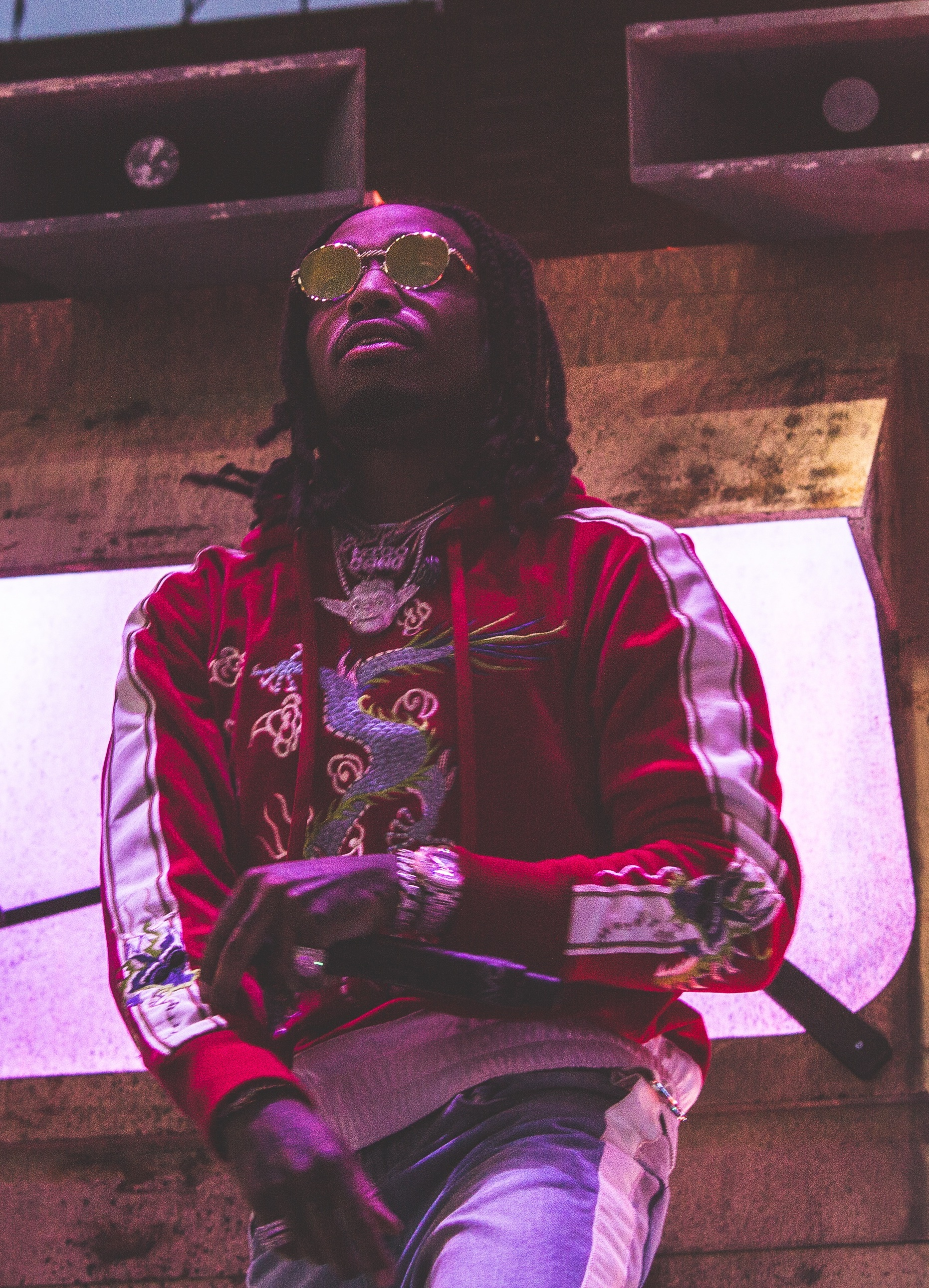
クエイヴォ（Quavo）
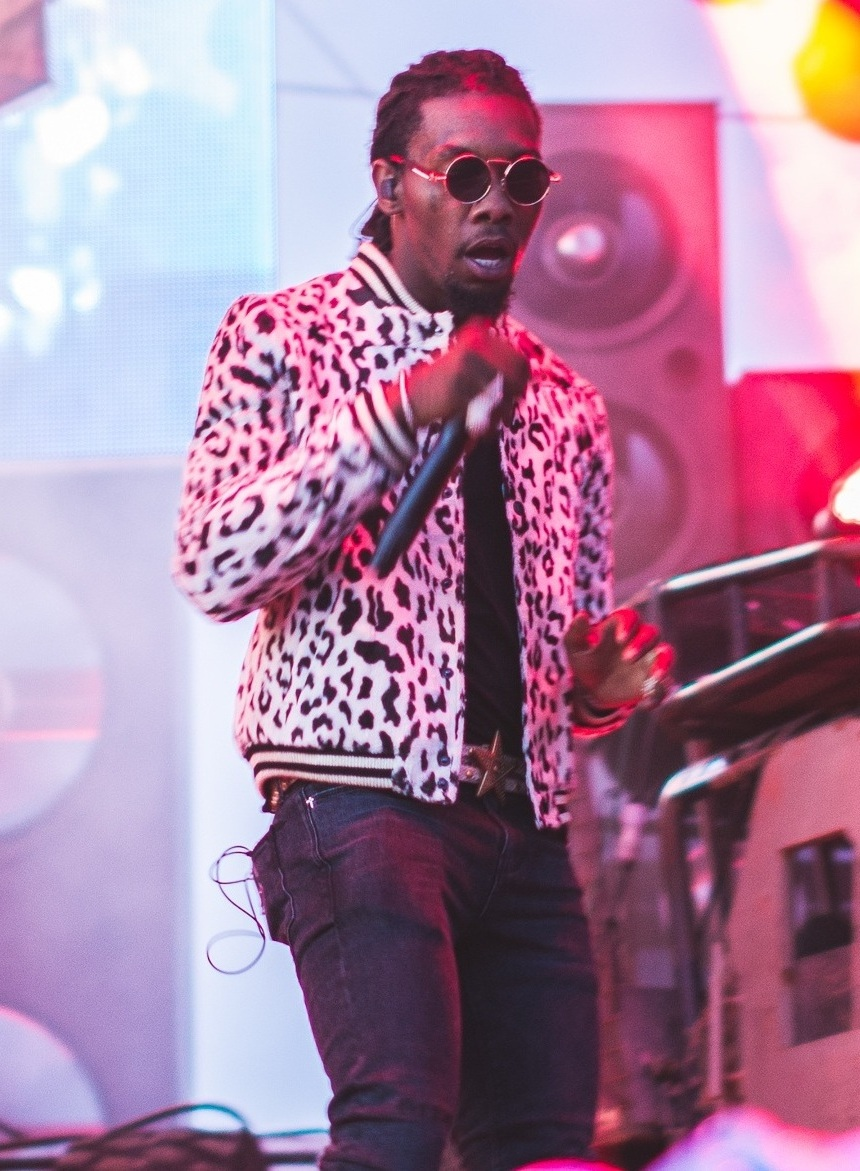
オフセット（Offset）
テイクオフ（Takeoff）

## トラブル

### ジョージアサザン大学コンサート事件
2015年4月18日、Migosはジョージア州ステーツボロのハナー・フィールドハウスでジョージアサザン大学のコンサートのヘッドライナーを務める予定だった。ショーはオープニングアクトから午後7時に始まったが、Migosは予定されていた午後9時より1時間半近く遅れてステージに立った。公演契約書には最低45分のセット時間が定められていたが、Migosは30分弱の演奏でステージを後にした。大学警察、ステーツボロ警察、ブルーチ郡保安官事務所は、コンサートに警備員として立ち会っていたが、Migosのバンからマリファナの強い匂いを発見し、運転手は法執行機関から取り調べを受けた。さらなる調査の結果、Migosの3人と側近の12人がマリファナ等の所持、学校の敷地内での銃器の所持などの容疑で逮捕された。
演奏契約書によると、Migosには30,000ドル、プロモーターのBig House Collectiveには3,000ドルが支払われることになっていた。大学当局は当初、グループの到着が遅れたこと、演奏時間が短縮されたこと、大学の敷地内での密輸品の所持を理由に、Migosを契約違反とするよう求めたが、最終的には大学側が合意した料金の半分を支払った。
2015年4月20日、Takeoff、Quavo、側近の6人はブルーチ郡地方検事局によって保釈されたが、Offsetら6人は保釈金なしで拘留されたままであった。その結果、MigosはYung Rich Nationツアーを7月まで延期した。
2015年5月2日、拘留中のOffsetは他の受刑者を襲って重傷を負わせた後、暴行と刑事施設内での暴動を扇動した罪で起訴された。 2015年5月8日の保釈聴聞会で、Offsetは刑務所内での喧嘩だけでなく、前科があることを理由に保釈を正式に拒否された。審問中、Migosの側近2人も保釈を拒否された一方で、他の4人は保釈が認められ、釈放の条件としてブルーチ郡への帰還を禁止された。また、判事は釈放された4人に事件の関係者と接触しないよう指示した。
8ヶ月間の拘留の後、Offsetはアルフォードの司法取引を受け入れ、2015年12月4日に釈放された。司法取引では、刑事施設内での暴動を扇動したことを認めること、1000ドルの罰金を支払うこと、5年間の保護観察処分を受けること、Bulloch郡、Effingham郡、Jenkins郡、Screven郡からの追放と引き換えに、銃、薬物、ギャング関連の罪を取り下げた。マリファナ容疑に直面しているTakeoffも司法取引を受け入れ、12ヶ月の執行猶予付きの判決を受けた。Quavoはマリファナ容疑を認めず、12か月の刑期を受けたが、罰金の支払いによって執行猶予となった。

## ディスコグラフィ

### アルバム
| 2015                                      | Yung Rich Nation | - 発売日: 2015年7月31日 - レーベル: Quality Control, YRN the Label, 300, Atlantic - フォーマット: CD, digital download - 全米売上: 1.8万枚                 | 17 | —  | — | —  | —  | —  | —  | —  |                                                                    |
| 2017                                      | Culture          | - 発売日: 2017年1月27日 - レーベル: Quality Control, YRN the Label, 300, Atlantic - フォーマット: CD, LP, cassette, digital download - 全米売上: 100.2万枚 | 1  | 26 | 1 | 6  | 20 | 31 | 22 | 16 | - UK: プラチナ - UK: シルバー                                      |
| 2018                                      | Culture II       | - 発売日: 2018年1月26日 - レーベル: Quality Control, Capitol, Motown - フォーマット: CD, LP, digital download - 全米売上: 19.9万枚                         | 1  | 13 | 1 | 9  | 5  | 11 | 5  | 4  | - US: 2× プラチナ - CAN: 2× プラチナ - NZ: ゴールド - UK: ゴールド |
| 2021                                      | Culture III      | - 発売日: 2021年6月11日 - レーベル: Quality Control, Capitol, Motown - フォーマット: CD, LP, digital download                                              | 2  | 13 | 3 | 30 | 4  | 23 | 2  | 9  |                                                                    |
| "—"は未発売またはチャート圏外を意味する。 |                  | |    |    |   |    |    |    |    |    |                                                                    |

## フィルモグラフィ
| 映画   | 映画     | 映画                        | 映画                    |
| 年     | タイトル | 役                          | 注記                    |
| ------ | -------- | --------------------------- | ----------------------- |
| 2014   | Bando    | Quavo, Takeoff, and Offset* | 短編映画                |
| テレビ |          |                             |                         |
| 年     | タイトル | 役                          | 注記                    |
| 2016年 | Atlanta  | Quavo, Takeoff, and Offset* | Episode: "Go for Broke" |